# P27
p27 (ou p27Kip1) est une protéine inhibitrice des CDK (Kinase dépendante des cyclines), aussi appelée CKI (Inhibiteur de CDK). Cette protéine est codée par le gène CDKN1B (Cyclin-dependent kinase inhibitor 1B).

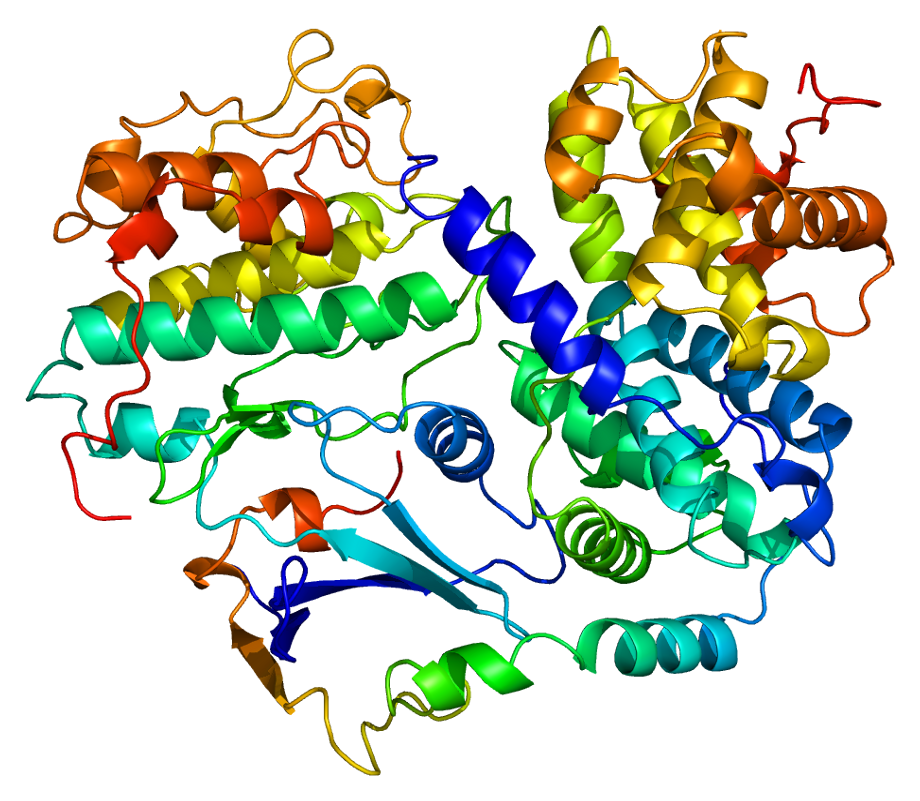
Structure de la protéine p27, codée par le gène CDKN1B.

## Fonction
p27 agit sur les complexes cycline/CDK, ayant pour effet de bloquer l'activité kinase, généralement durant la phase G1 ou en réponse à des signaux provenant de l'environnement.